# Pero colorado
Pero colorado är en fjärilsart som beskrevs av Grossbeck 1955. Pero colorado ingår i släktet Pero och familjen mätare. Inga underarter finns listade i Catalogue of Life.